# 二斑丽叩甲
二斑丽叩甲（学名：Campsosternus bimaculatus），叩甲科（叩头虫科）丽叩甲属的一种，模式产地为中国四川省内江市内江农校（今内江职业技术学院）。
本种2023年被收录入中国《有重要生态、科学、社会价值的陆生野生动物名录》。

## 形态特征
模式标本雌虫，体长29毫米，体型宽胖。头部和前胸背板中央为暗绿蓝色，前胸背板两侧、前胸腹板及腹部两侧为枣红色；鞘翅蓝绿色。后胸腹板有一对枣红色斑，为本种区别其他物种的重要特征。